# Javier Ravelo Chávez
Javier Héctor Ravelo Chávez (Salcabamba, Huancavelica, 17 de noviembre de 1958-Huancayo, 15 de enero de 2021) fue un agrónomo y político peruano. Fue alcalde de la provincia de Angaraes entre 2003 y 2006.
En 1989 obtuvo el título de agrónomo por la UNALM en la ciudad de Lima.
Su primera participación política se dio en las elecciones municipales de 1995 cuando se presentó como candidato a regidor de la provincia de Angaraes por el movimiento Independencia Trabajo Integración - INTI obteniendo la representación. En las elecciones municipales de 1998 se presentó como candidato a la alcaldía provincial de Angaraes sin obtener la elección. Fue elegido como alcalde provincial de Angaraes en las elecciones municipales del 2002, siempre por el movimiento INTI. Tentó su reelección en las elecciones 2010 sin éxito. En las elecciones regionales del 2018 se presentó como candidato a vicegobernador regional de Huancavelica por el Movimiento Regional Ayni sin obtener la elección.
Falleció el 15 de enero de 2021 en el hospital EsSalud de la ciudad de Huancayo afectado por COVID-19.